# Manuel Saval
Juan Manuel Ruiz Saval (Hermosillo, 22 de junio de 1956-Ciudad de México, 23 de junio de 2009), más conocido como Manuel Saval, fue un actor mexicano de cine, teatro y televisión.

## Artista desde la cuna
El hijo de Manuel Ruiz y de la actriz y cantante española Manolita Saval inició su carrera en el cine en 1975 con la película El esperado amor desesperado, donde compartió créditos con figuras como Ofelia Guilmain, Sonia Furió, Delia Casanova, Víctor Junco y Fernando Balzaretti, película filmada en la ciudad de Córdoba, Veracruz.
En 1980 debutó en la telenovela con el melodrama Corazones sin rumbo con Blanca Guerra, Carlos Piñar y Beatriz Aguirre. Un año después participó en Espejismo y así continuaron Lo que el cielo no perdona (1982) y Pobre señorita Limantour (1987) con Ofelia Cano como protagonista.
En 1984 en la telenovela Los años felices y luego en Los años pasan con la actriz Laura Flores. En ese mismo año, actuó en Guadalupe.
En 1985 actuó en la telenovela Juana Iris con Victoria Ruffo y Valentín Trujillo.
En 1986 actuó en la telenovela Muchachita.
En 1989 con la segunda versión de la telenovela Simplemente María con el papel protagonista, junto con la actriz Victoria Ruffo, Gabriela Goldsmith y Silvia Derbez, que fue un gran éxito no solo en México, sino también en América Latina y en algunos países de Europa y Asia, en donde se transmitió la telenovela. Fue el mayor éxito como protagonista de Manuel Saval.
En 1992 interpreta a Javier Silva en la telenovela juvenil de Emilio Larrosa Mágica juventud junto con Kate del Castillo, Sergio Sendel y Karen Sentíes. 
En 1995, vuelve a actuar con Thalía en la telenovela María la del barrio, con gran aceptación. 
En 1996 actúa en la telenovela histórica La antorcha encendida, que trata de la independencia de México, siendo la última producción de este tipo realizada por Televisa. 
En 1999 interpreta el papel del abogado Alfredo del Castillo (desde el episodio 1 hasta el 58) en Rosalinda, siendo el padre de la joven actriz protagonista, Thalía, el esposo de Soledad Romero, papel interpretado por Angélica María, como también tío de Fernando José Altamirano, al que dio vida el actor Fernando Carrillo. 
En el mismo año, trabaja en la telenovela El diario de Daniela.
En 2000, regresa interpretando a un sacerdote en la telenovela Carita de ángel, siendo esta la última telenovela de la primera actriz Libertad Lamarque antes de su fallecimiento. Desde esta fecha, estuvo activo con el público infantil.
Es en 2002 que participa de la telenovela Cómplices al rescate, junto con Belinda, en el papel de su padre adoptivo. Ese mismo año, también protagonizó al papá de Simoneta Molina en ¡Vivan los niños!
Su último trabajo infantil: Sueños y caramelos en 2005.

## Teatro
El teatro no le fue ajeno, y en 1977 participó en Papacito Piernas Largas al lado de la cantante y actriz Angélica María, con un gran éxito en las presentaciones.

## Fallecimiento
El galán que protagonizó Simplemente María murió el 23 de junio de 2009, en su domicilio, a las 20:30, al lado de su esposa e hijo, un día después de haber cumplido 53 años de vida y de recibir un homenaje por sus 35 años de trayectoria artística en el Polyforum Siqueiros, adonde asistieron sus amigos Adal Ramones, Yordi Rosado, Jorge «Coque» Muñíz, Gabriela Goldsmith, María Sorté, Cecilia Gabriela, Polo Ortín, Aida Pierce y los productores Gerardo Quiroz y Nicandro Díaz. Él no pudo asistir a su festejo por su delicado estado de salud, dado que el actor tenía problemas al momento de hablar, pues solamente emitía algunos sonidos, mientras que su voz se iba apagando poco a poco, después de enfrentar una larga batalla contra el cáncer de laringe. Marisol Santamaría, amiga de la familia de Saval, le comunicó la noticia a la agencia Notimex explicando la causa del deceso del actor. En el mes de mayo de 2009, Manuel Saval fue sometido a una operación luego de presentar problemas con la arteria carótida, a causa de las quimioterapias que recibía para el tratamiento del cáncer que le fue diagnosticado en 2006: primero en la laringe y después en la amígdala izquierda.

## Epitafio
El actor mexicano se caracterizó por ser un hombre elegante y amable dentro y fuera de los foros. Además, se convirtió en uno de los galanes de la pantalla chica más cotizados por el público femenino. Finalmente, Manuel Saval declaró a la prensa que no le faltó nada en la vida y, por el contrario, recibió más de la cuenta: «El día que tenga que morir, le quedaría debiendo mucho a la vida».

## Filmografía

### Cine
- El esperado amor desesperado (1976)

### Televisión
- Sueños y caramelos (2005), Augusto Monraz
- Bajo el mismo techo (2005), Carlos
- Corazones al límite (2004), Osvaldo Madrigal
- ¡Vivan los niños! (2002-2003), doctor Fernando Molina
- Cómplices al rescate (2002), Rolando del Valle
- Carita de ángel (2000-2001), padre Gabriel Larios
- Rosalinda (1999), Alfredo del Castillo
- El diario de Daniela (1998-1999), Andrés Zamora
- Mujer, casos de la vida real (1998-2007), varios personajes
- La antorcha encendida (1996), José Manuel Fuentes
- María la del barrio (1995-1996), Óscar Montalbán
- Mágica juventud (1992-1993), Javier Silva
- Simplemente María (1989-1990), Juan Carlos del Villar
- Pobre señorita Limantour (1987), Armando
- Muchachita (1985-1986), Chucho
- Los años pasan (1985), Rodolfo Saldaña
- Juana Iris (1985)
- Los años felices (1984-1985), Rodolfo Saldaña
- Guadalupe (1984), Roberto
- Principessa (1984), Reynaldo
- Lo que el cielo no perdona (1982)
- Espejismo (1981), Juan José
- Corazones sin rumbo (1980), Jorge

### Teatro
- Papacito Piernas Largas (1977)
- Gigi
- ¡Ah, que muchachita!

### Videos musicales
- Enamorada-Lucía Méndez (1985)
- Marchate de aquí-Lucía Méndez (1988)

## Premios y nominaciones

### Premios TVyNovelas
| Año  | Categoría                  | Telenovela        | Resultado |
| ---- | -------------------------- | ----------------- | --------- |
| 2000 | Mejor actor de reparto     | Rosalinda         | Nominado  |
| 1990 | Mejor actor protagónico    | Simplemente María | Nominado  |
| 1987 | Mejor actor joven          | Muchachita        | Nominado  |
| 1985 | Mejor actor joven          | Los años felices  | Nominado  |
| 1985 | Mejor revelación masculina | Los años felices  | Ganador   |